# Europapokal der Pokalsieger 1970/71
Der Europapokal der Pokalsieger 1970/71 war die 11. Ausspielung des Wettbewerbs der europäischen Fußball-Pokalsieger. 34 Klubmannschaften aus 33 Ländern nahmen teil, darunter Titelverteidiger Manchester City, 28 nationale Pokalsieger und 5 unterlegene Pokalfinalisten (ZSKA Sofia, FC Nantes, Olimpija Ljubljana, PSV Eindhoven und Honved Budapest). Kurios war in diesem Jahr, dass sich die beiden Finalisten des Vorjahres, Manchester City und Górnik Zabrze, im Viertelfinale gegenüberstanden.
Aus Deutschland waren DFB-Pokalsieger Kickers Offenbach, aus der DDR der FDGB-Pokalsieger FC Vorwärts Berlin, aus Österreich der ÖFB-Cupsieger Wacker Innsbruck und aus der Schweiz der FC Zürich am Start.
Das Finale bestritten der FC Chelsea und Real Madrid im Karaiskakis-Stadion von Piräus am 19. Mai 1971. Da das Spiel nach Verlängerung 1:1 endete, fand am 21. Mai 1971 an gleicher Stelle ein Wiederholungsspiel statt, das der FC Chelsea mit 2:1 für sich entschied.
Torschützenkönig wurde Włodzimierz Lubański von Górnik Zabrze mit acht Treffern.

## Modus
Die Teilnehmer spielten wie gehabt im reinen Pokalmodus mit Hin- und Rückspielen den Sieger aus. Gab es nach beiden Partien Torgleichstand, entschied die Anzahl der auswärts erzielten Tore (Auswärtstorregel). War auch deren Anzahl gleich fand im Rückspiel eine Verlängerung statt, in der auch die Auswärtstorregel galt. Herrschte nach Ende der Verlängerung immer noch Gleichstand, wurde in den ersten beiden Runden erstmals ein Elfmeterschießen durchgeführt, in den weiteren Runden, wie gehabt ein Entscheidungsspiel. Endete das Entscheidungsspiel auch nach einer eventuellen Verlängerung unentschieden, wäre der Sieger durch Münzwurf ermittelt worden. Das Finale wurde in einem Spiel auf neutralem Platz entschieden. Wegen des unentschiedenem Spielstands nach Verlängerung wurde ein Wiederholungsspiel angesetzt, da auch im Finale ein Elfmeterschießen noch nicht vorgesehen war.

## Vorrunde
Die Hinspiele fanden am 23./26. August, die Rückspiele am 2. September 1970 statt.
|                  | Gesamt |                  | Hinspiel | Rückspiel |
| ---------------- | ------ | ---------------- | -------- | --------- |
| Åtvidabergs FF   | 1:3    | Partizani Tirana | 1:1      | 0:2       |
| Bohemians Dublin | 3:4    | TJ Gottwaldov    | 1:2      | 2:2       |

## 1. Runde
Die Hinspiele fanden am 16. September, die Rückspiele am 22./23. (Brügge gegen Offenbach am 30.) September 1970 statt.
|                          | Gesamt          |                     | Hinspiel | Rückspiel |
| ------------------------ | --------------- | ------------------- | -------- | --------- |
| FC Zürich                | 14:10           | ÍBA Akureyri        | 7:1      | 7:0       |
| Göztepe Izmir            | 5:1             | US Luxemburg        | 5:0      | 0:1       |
| Wacker Innsbruck         | 5:3             | FK Partizani Tirana | 3:2      | 2:1       |
| FC Vorwärts Berlin       | (a)1:1(a)       | FC Bologna          | 0:0      | 1:1       |
| TJ Gottwaldov            | (a)2:2(a)       | PSV Eindhoven       | 2:1      | 0:1       |
| Hibernians Football Club | 0:5             | Real Madrid         | 0:0      | 0:5       |
| Karpaty Lwiw             | 3:4             | Steaua Bukarest     | 0:1      | 3:3       |
| Aalborg BK               | 1:9             | Górnik Zabrze       | 0:1      | 1:8       |
| FC Aberdeen              | 4:4 (4:5 i. E.) | Honvéd Budapest     | 3:1      | 1:3 n. V. |
| Strømsgodset IF          | 3:7             | FC Nantes           | 0:5      | 3:2       |
| Aris Thessaloniki        | 2:6             | FC Chelsea          | 1:1      | 1:5       |
| Olimpija Ljubljana       | 2:9             | Benfica Lissabon    | 1:1      | 1:8       |
| Kickers Offenbach        | 2:3             | FC Brügge           | 2:1      | 0:2       |
| Manchester City          | (a)2:2(a)       | Linfield FC         | 1:0      | 1:2       |
| Cardiff City             | 8:0             | Pezoporikos Larnaka | 8:0      | 0:0       |
| ZSKA Sofia               | 11:10           | Haka Valkeakoski    | 9:0      | 2:1       |

## 2. Runde
Die Hinspiele fanden am 21. Oktober, die Rückspiele am 4. November 1970 statt.
|                  | Gesamt          |                    | Hinspiel | Rückspiel |
| ---------------- | --------------- | ------------------ | -------- | --------- |
| Cardiff City     | 7:2             | FC Nantes          | 5:1      | 2:1       |
| Real Madrid      | 2:1             | Wacker Innsbruck   | 0:1      | 2:0       |
| Honvéd Budapest  | 0:3             | Manchester City    | 0:1      | 0:2       |
| PSV Eindhoven    | 7:0             | Steaua Bukarest    | 4:0      | 3:0       |
| FC Brügge        | 4:3             | FC Zürich          | 2:0      | 2:3       |
| Göztepe Izmir    | 0:4             | Górnik Zabrze      | 0:1      | 0:3       |
| ZSKA Sofia       | 0:2             | FC Chelsea         | 0:1      | 0:1       |
| Benfica Lissabon | 2:2 (3:5 i. E.) | FC Vorwärts Berlin | 2:0      | 0:2 n. V. |

## Viertelfinale
Die Hinspiele fanden am 10. März, die Rückspiele am 24. März 1971 statt.
|               | Gesamt |                    | Hinspiel | Rückspiel |
| ------------- | ------ | ------------------ | -------- | --------- |
| FC Brügge     | 2:4    | FC Chelsea         | 2:0      | 0:4 n. V. |
| Cardiff City  | 1:2    | Real Madrid        | 1:0      | 0:2       |
| PSV Eindhoven | 2:1    | FC Vorwärts Berlin | 2:0      | 0:1       |
| Górnik Zabrze | 2:2    | Manchester City    | 2:0      | 0:2 n. V. |

### Entscheidungsspiel
Das Spiel fand am 31. März 1971 statt.
|               | Ergebnis |                 |
| ------------- | -------- | --------------- |
| Górnik Zabrze | 1:3      | Manchester City |

## Halbfinale
Die Hinspiele fanden am 14. April, die Rückspiele am 28. April 1971 statt.
|               | Gesamt |                 | Hinspiel | Rückspiel |
| ------------- | ------ | --------------- | -------- | --------- |
| FC Chelsea    | 2:0    | Manchester City | 1:0      | 1:0       |
| PSV Eindhoven | 1:2    | Real Madrid     | 0:0      | 1:2       |

## Finale
| FC Chelsea                                   | FC Chelsea | Real Madrid | Real Madrid |
| -------------------------------------------- | --- | --- | ----------- |
| FC Chelsea                                   | \| 19. Mai 1971 in Piräus (Karaiskakis-Stadion) \| \| Ergebnis: 1:1 n. V. (1:1, 0:0) \| \| Zuschauer: 42.000 \| \| Schiedsrichter: Rudolf Scheurer ( Schweiz) \|                                                           | \| 19. Mai 1971 in Piräus (Karaiskakis-Stadion) \| \| Ergebnis: 1:1 n. V. (1:1, 0:0) \| \| Zuschauer: 42.000 \| \| Schiedsrichter: Rudolf Scheurer ( Schweiz) \|                                                                                  | Real Madrid |
| FC Chelsea                                   | Peter Bonetti – John Boyle, John Dempsey, John Hollins (91. Paddy Mulligan), Ron Harris – Keith Weller, Charlie Cooke, David Webb – Alan Hudson, Peter Osgood (86. Tommy Baldwin), Peter Houseman Cheftrainer: Dave Sexton | José Luis Borja – José Luis, Gregorio Benito, Ignacio Zoco, Fernando Zunzunegui – Pirri, Manuel Velázquez, Miguel Pérez (65. Sebastián Fleitas) – Amancio Amaro Varela, Ramón Grosso, Francisco Gento (70. José Grande) Cheftrainer: Miguel Muñoz | Real Madrid |
| FC Chelsea                                   | 1:0 Peter Osgood (56.) | 1:1 Ignacio Zoco (90.) | Real Madrid |
| 19. Mai 1971 in Piräus (Karaiskakis-Stadion) | | |             |
| Ergebnis: 1:1 n. V. (1:1, 0:0)               | | |             |
| Zuschauer: 42.000                            | | |             |
| Schiedsrichter: Rudolf Scheurer ( Schweiz)   | | |             |

### Wiederholungsspiel
Da das Finale nach Verlängerung unentschieden endete, wurde es zwei Tage später an gleicher Stelle wiederholt.
| FC Chelsea                                   | FC Chelsea | Real Madrid | Real Madrid |
| -------------------------------------------- | --- | --- | ----------- |
| FC Chelsea                                   | \| 21. Mai 1971 in Piräus (Karaiskakis-Stadion) \| \| Ergebnis: 2:1 (2:0) \| \| Zuschauer: 19.917 \| \| Schiedsrichter: Anton Bucheli ( Schweiz) \|                                                      | \| 21. Mai 1971 in Piräus (Karaiskakis-Stadion) \| \| Ergebnis: 2:1 (2:0) \| \| Zuschauer: 19.917 \| \| Schiedsrichter: Anton Bucheli ( Schweiz) \|                                                                                               | Real Madrid |
| FC Chelsea                                   | Peter Bonetti – John Boyle, John Dempsey, Charlie Cooke, Ron Harris – Keith Weller, Tommy Baldwin, David Webb – Alan Hudson, Peter Osgood (73. Derek Smethurst), Peter Houseman Cheftrainer: Dave Sexton | José Luis Borja – José Luis, Gregorio Benito, Ignacio Zoco, Fernando Zunzunegui – Pirri, Manuel Velázquez (75. Francisco Gento), Sebastián Fleitas – Amancio Amaro Varela, Ramón Grosso, Manuel Bueno (60. José Grande) Cheftrainer: Miguel Muñoz | Real Madrid |
| FC Chelsea                                   | 1:0 John Dempsey (31.) 2:0 Peter Osgood (39.) | 2:1 Sebastián Fleitas (75.) | Real Madrid |
| 21. Mai 1971 in Piräus (Karaiskakis-Stadion) | | |             |
| Ergebnis: 2:1 (2:0)                          | | |             |
| Zuschauer: 19.917                            | | |             |
| Schiedsrichter: Anton Bucheli ( Schweiz)     | | |             |